# Wir sagen danke schön
Wir sagen danke schön ist ein Schlager der deutschen Schlagerband Die Flippers. Das Stück erschien ursprünglich als Promo-Single aus dem Remixalbum Das neue Hit auf Hit Partyalbum im Jahr 2009 und erlangte 2022, durch die Veröffentlichung mehrerer Remixe, größere Bekanntheit und avancierte zum Charthit.

## Unerwarteter Erfolg
Das Lied Wir sagen danke schön erschien ursprünglich im Jahr 2009 als Promo-Single aus einem Remixalbum. Im Februar 2022 erschien ein Remix vom deutschen DJ Herzbeat. In den darauffolgenden Monaten entwickelte sich das Lied zu einem viralen Erfolg sowie einem Hit am Ballermann, in Diskotheken und wurde von verschiedenen Medien als Sommerhit bezeichnet. Auch auf Konzerten oder Musikfestivals wie dem Hurricane-Festival, Rock am Ring oder dem Southside-Festival wurde das Lied vom Publikum gesungen. So berichtete der Sohn von Flippers-Sänger Olaf Malolepski, dass auch die Fans von Metallica das Lied angestimmt hätten.
In einem Interview mit dem Südwestrundfunk (SWR) bezeichnete Olaf Malolepski die Situation Ende Juni 2022 wie folgt: „Jetzt explodiert das gerade! Ich hab das in meiner ganzen Laufbahn noch nicht erlebt, auch nicht bei den Flippers, dieser Hype, der gerade stattfindet.“ Gegenüber der Badischen Neuesten Nachrichten (BNN) gab er an, dass er den viralen Hype erst Anfang Juni 2022 mitbekommen habe, seine Tochter Pia Malo dagegen habe ihn schon das ganze laufende Jahr über mitbekommen. Diesen Erfolg könne Malolepski jedoch nicht ganz verstehen. Er begründete ihn damit, dass es ein „schönes Lied zum Mitsingen“ sei und man „Danke“ für vieles sagen könne. Es sei einfach eine positive Aussage in einer „schwierigen“ Zeit. Am 10. Juni 2022 habe Malolepski auf der Schlagerparty in Büsum vor rund 5.000 Menschen gespielt. Da seien „allein“ wegen Wir sagen danke schön ganze Fangruppen gekommen. Er erzählte von „jungen Mädchen“, die seine Enkelkinder hätten sein können und von vielen Menschen, die ihn auf der Straße angesprochen haben, wie in „besten Flippers-Zeiten“. Einige hätten sich sogar den Titel tätowieren lassen.
Aufgrund der steigenden Popularität des Liedes spekulierten die Medien über ein Comeback der 2011 aufgelösten Schlagerband. Malolepski verneinte dies mit der Begründung, dass „sein Kollege“ Manfred Durban schon vor sechs Jahren verstorben sei und er mit seinem anderen ehemaligen Kollegen Bernd Hengst keinen Kontakt mehr habe. Hengst lehnte ein Comeback ebenfalls ab. Im Juni 2022 startete zudem eine Online-Petition, damit die Flippers im kommenden Jahr bei Rock am Ring auftreten. Malolepski antwortete darauf mit der Frage: „Warum denn nicht?“. Er gab an, für alles offen und topfit zu sein, außerdem wären Heino oder Guildo Horn auch schon auf Rockfestivals aufgetreten. Im Jahr 2023 folgte schließlich der Auftritt von Malolepski als unangekündigter „Special-Guest“ bei Rock am Ring.

## Veröffentlichung und Promotion
Die Erstveröffentlichung von Wir sagen danke schön erfolgte im Mai 2009 als Promo-Single. Diese erschien mit Der kleine Floh (Medley) als B-Seite als 2-Track-Single auf CD. Das 4:22 Minuten lange Medley setzt sich aus den Titeln Der kleine Floh in meinem Herz, In Venedig ist Maskenball, Wetten dass, Das geht immer immer wieder, Ay ay Herr Kapitän und Kein Weg zu weit zusammen. Die Single erschien durch das Musiklabel Ariola und wurde durch Sony Music Publishing vertrieben. Verlegt wurde das Lied durch den Hengst Musikverlag, Luisa Verlag Helene Durban und den Svenja Musikverlag. Um das Lied bzw. das Album zu bewerben, erfolgte unter anderem ein Liveauftritt zur Hauptsendezeit bei Das große Sommer-Open-Air mit Marianne & Michael am 11. Juli 2009 im ZDF sowie ein Liveauftritt im ZDF-Fernsehgarten am 9. August 2009.
Am 19. Juni 2009 erschien Wir sagen danke schön als Teil vom zweiten Flippers-Remixalbum Das neue Hit auf Hit Partyalbum. Es ist der einzige neue Titel auf dem Album, die restlichen sind Medleys aus vergangenen Aufnahmen. Im Jahr 2011 war es zudem Teil des Best-of-Albums, das zum Abschied der Flippers erschien.
Am 18. Februar 2022 veröffentlichte der deutsche DJ Herzbeat einen Remix als Einzeltrack zum Download und Streaming. Damit erschien Wir sagen danke schön erstmals offiziell als reguläre Single. Die Abmischung und Produktion der Neuauflage erfolgte durch Markus Hoffmann. Bei der Produktion erhielt er Unterstützung durch Matthias Fleckenstein. Aufgrund der steigenden Popularität nahm Flippers-Sänger Olaf Malolepski selbst das Lied nochmal neu auf. Diese Version erschien als digitaler Single-Einzeltrack am 24. Juni 2022. Am 6. Juli 2022 erschien ein Remix vom niedersächsischen DJ-Duo HBz, gemeinsam mit Raphael Maier. Diese Single erschien als digitale 2-Track-Single mit dem Original der Flippers als B-Seite. Wiederum zwei Tage später erschien die Neuauflage von Malolepski als Remixversion des deutschen DJs Jerome. Wie der HBz-Remix erschien es als digitale 2-Track-Single mit dem Original als B-Seite. Mit der aufsteigenden Popularität trat Flippers-Sänger Malolepski wieder mit dem Lied im Hör- und Rundfunk auf, darunter zur Hauptsendezeit bei Große Schlagerstrandparty 2022 – Es geht wieder los! in der ARD am 9. Juli 2022  oder auch bei Immer wieder sonntags am 3. Juli 2022 und dem ZDF-Fernsehgarten am 31. Juli 2022.
Im Mai 2024 veröffentlichte Malolepski als Olaf der Flipper zusammen mit Matze Knop eine umgetextete Variante mit dem Titel Wir sagen danke schön (Stadion Version) im Zuge der Fußball-Europameisterschaft 2024.

## Inhalt
Der Liedtext zu Wir sagen danke schön ist in deutscher Sprache verfasst. Die Musik wurde von Reiner Burmann komponiert; der Text ebenfalls von ihm und den Koautoren Frank Becker und Thomas Köhn geschrieben. Musikalisch bewegt sich das Lied im Bereich der Popmusik, stilistisch im Bereich des Schlagers. Das Tempo beträgt 130 Schläge pro Minute. Die Tonart ist G-Dur. Inhaltlich geht es in dem Stück um das 40-jährige Bandjubiläum der Flippers („Wir sagen danke schön, 40 Jahre Die Flippers“), zugleich ist es eine Hommage an ihre Fans und Freunde, ohne die sie nicht so weit gekommen wären („Und, dass wir heute wieder hier sind, das verdanken wir nur euch. […] Was wär’n wir ohne uns’re Freunde, ohne euch, die lieben Fans.“). Flippers-Sänger Malolepski gab an, dass das Lied die Lebensgeschichte der Band erzähle.
Aufgebaut ist das Lied aus einem Intro, drei Strophen und einem Refrain. Es beginnt zunächst mit dem Intro, das ein Teilauszug des Refrains ist. Auf das Intro folgt die erste vierzeilige Strophe, in dem es um die Anfänge der Band geht („Es ist schon ziemlich lang her, da fing alles einmal an“) und das ihr Traum von der Musik Wirklichkeit wurde („Unser Traum wurde Wirklichkeit“). Der Hauptgesang während der ersten Strophe stammt zur Hälfte von Olaf Malolepski und Bernd Hengst. Nach der ersten Strophe setzt erstmals der Refrain in voller Länge ein. Der gleiche Vorgang wiederholt sich mit der zweiten Strophe, die diesmal von der Karriere erzählt, die mit Hilfe vergangener Titel erzählt wird. So nehmen sie unter anderem Bezug auf die Titel Weine nicht, kleine Eva, Die rote Sonne von Barbados, Mexico, Mitternacht in Trinidad, Arrivederci Roma, St. Tropez, Alles la paloma oder auch Liebe ist mehr als nur eine Nacht. Die dritte Strophe besteht aus drei Zeilen und wird alleine von Manfred Durban gesungen, folgt aber dem Prinzip der zweiten Strophe. Hierbei geht es um die Gegenwart, die mit Hilfe der Titel Tausendmal mit dir träumen und Wetten, dass … zum Ausdruck gebracht wird. Das Lied endet schließlich mit dem dritten Refrain, der mit der Wiederholung des Abschlusszeile um eine Zeile erweitert wurde. Das Intro sowie der Refrain wird von allen drei Bandmitgliedern im Chor gesungen.

„Wir sagen danke schön, 40 Jahre Die Flippers.

Und, dass wir heute wieder hier sind, das verdanken wir nur euch.

Wir glauben’s selber kaum, 40 Jahre Die Flippers.

Was wär’n wir ohne uns’re Freunde, ohne euch, die lieben Fans.“

## Mitwirkende
| Liedproduktion - Frank Becker: Liedtexter - Reiner Burmann: Liedtexter, Komponist - Manfred Durban: Begleitgesang, Gesang - Bernd Hengst: Begleitgesang, Gesang - Thomas Köhn: Liedtexter - Olaf Malolepski: Begleitgesang, Gesang | Unternehmen - Ariola: Musiklabel - Hengst Musikverlag: Verlag - Luisa Verlag Helene Durban: Verlag - Sony Music Publishing: Vertrieb - Svenja Musikverlag: Verlag |

## Rezeption

### Preise
Am 13. Januar 2024 wurde das Lied, im Rahmen der Eurovisionsshow Schlagerchampions 2024 – Großes Fest der Besten, mit der Eins der Besten in der Kategorie „Überraschungshit des Jahres“ ausgezeichnet.

### Rezensionen
GfK Entertainment kürte Wir sagen danke schön zum „Song des Tages“ am 11. Juli 2022.
Medien wie die Badischen Neuesten Nachrichten (BNN), Bild, der Südwestrundfunk (SWR) oder schlagerportal.com bezeichneten Wir sagen danke schön als einen der Sommerhits 2022. Redaktionen wie die LokalPlus nannten das Lied einen Ohrwurm, Radio Paloma nannte es einen „Kultschlager“.

### Chartplatzierungen
Wir sagen danke schön erreichte zunächst die deutschen Single-Trend-Charts, zuletzt am 1. Juli 2022, bevor sich die Single erstmals am 8. Juli 2022 in den Singlecharts platzierte und dabei Rang 94 erreichte. Seine beste Platzierung erreichte die Single am 12. August 2022 mit Platz 29. In den Midweekcharts der gleichen Verkaufswoche reichte es noch für Rang 23. Darüber hinaus platzierte sich das Lied auf Rang fünf der Downloadcharts, Rang 43 der Streamingcharts sowie Rang 44 der Konservativ Pop Airplaycharts.
Die Band platzierte sich erstmals nach fast 22 Jahren wieder in den deutschen Singlecharts, zuletzt gelang ihr das in der Chartwoche vom 23. Oktober 2000 mit der Single Der kleine Floh in meinem Herzen. Seit mehr als 32 Jahren platzierte sich keine Single der Band besser in den Charts, zuletzt gelang eine bessere Platzierung mit Lotosblume in der Chartwoche vom 13. November 1989 (#28). Für die Flippers ist Wir sagen danke schön der 25. Charthit in Deutschland. Die Autoren Frank Becker und Thomas Köhn erreichten in dieser Funktion nach Heute weiß ich erst, wie ich Dich liebe (Franziska) zum zweiten Mal die deutschen Singlecharts, das erste Mal seit über zehn Jahren. Für Reiner Burmann ist es der erste Charthit als Autor in Deutschland.
| ChartsChartplatzierungen | Höchstplatzierung | Wochen |
| ------------------------ | ----------------- | ------ |
| Deutschland (GfK)        | 29 (11 Wo.)       | 11     |

Neuaufnahmen und Remixe in den Charts
Der Remix von DJ Herzbeat konnte sich separat in den deutschen Downloadcharts platzieren und erreichte mit Rang 48 seine beste Chartnotierung am 11. Juli 2022.
Die Soloversion von Olaf Malolepski platzierte sich auf Rang 41 der deutschen Konservativ Pop Airplaycharts in der Chartwoche 29/2022.

### Auszeichnungen für Musikverkäufe
Wir sagen danke schön erhielt im März 2023 eine Goldene Schallplatte für über 200.000 verkaufte Einheiten in Deutschland. Das Lied zählt damit zu den meistverkauften Schlagern des Landes der 2020er-Jahre. Darüber hinaus ist es die erste Flippers-Single, die eine Plattenauszeichnung erhielt.
| Land/Region        | Auszeichnungen für Musikverkäufe (Land/Region, Auszeichnung, Verkäufe) | Verkäufe |
| ------------------ | ---------------------------------------------------------------------- | -------- |
| Deutschland (BVMI) | Gold                                                                   | 200.000  |
| Insgesamt          | 1× Gold ·                                                              | 200.000  |

## Coverversionen
Im Juni 2022 veröffentlichten DJ Cashi, DJ Düse und Frenzy eine Coverversion mit dem Titel 9 Euro Ticket – Wir sagen dankeschön, auf nach Sylt.